# Walter Fembeck
Walter Fembeck (* 15. Februar 1921 in Wien, Österreich; † 24. Januar 2020 in Oberaudorf, Deutschland) war ein deutscher Sportfunktionär. Er war von 1957 bis 1983 Geschäftsführer des FC Bayern München.

## Leben
Walter Fembeck war nach dem Anschluss Österreichs zum 15. Mai 1938 der SS beigetreten, zum 1. Mai 1944 wurde er zum Oberscharführer befördert.
Fembeck war in den 1950er-Jahren zunächst Abteilungsleiter der Handball-Abteilung des FC Bayern, bis er nach dem Tode von Karl Ambach dessen Amt als Geschäftsführer übernahm. Ihm war die Verpflichtung von Gerd Müller im Frühjahr 1964 zu verdanken, den er in letzter Minute seinem Geschäftsführer-Kollegen Ludwig Maierböck vom TSV 1860 München wegschnappte – Maierböck, so sagt man, hatte Probleme mit dem Eisenbahnfahrplan. Weitere Verpflichtungen des Grantlers waren Spieler wie Rainer Ohlhauser, Dieter Koulmann, Franz Roth und Gustav Jung. Er nahm unter anderen Bernd Dürnberger, Kurt Niedermayer, Norbert Janzon und Klaus Augenthaler unter Vertrag.
Mit Präsident Wilhelm Neudecker, dem Vater des modernen FC Bayern, zählt Fembeck zu den Leuten, die den Verein nach dem Beinahe-Bankrott Ende der 1950er Jahre und der Nichtberücksichtigung bei der Bundesligagründung letztendlich zur Weltgeltung verhalfen.

„Wir hatten […] kein Geld! In unserer früheren Geschäftsstelle in der Sonnenstraße hatte ich eine Sekretärin, die Frau Maier; das Gehalt für die Spieler gab’s bar in Lohntüten. Und wir mussten auf die Jugend setzen, von daher war der Čajkovski ein guter Trainer. So sind wir 1965 aufgestiegen und konnten die Jungstars halten.“

Mit der Entlassung des Managers Robert Schwan, nachdem der als persönlicher Berater von Franz Beckenbauer diesem einen neuen Arbeitsplatz in New York vermittelte, im Dezember 1977, übernahm Fembeck für eineinhalb Jahre auch den Posten des Managers bei Bayern und war damit direkter Vorgänger von Uli Hoeneß.
Mit knapp 63 Jahren arbeitete Fembeck noch seinen Nachfolger Karl Hopfner ein, der im Juli 1983 das Amt antrat. Walter Fembeck war Ehrenmitglied beim FC Bayern. Er wurde in Oberaudorf bestattet.